# Ті К'ю Ел Стедіум
Ті К'ю Ел Стедіум (англ. TQL Stadium) — футбольний стадіон в Цинциннаті, штат Огайо, США. Це домашній стадіон ФК «Цинциннаті», команди МЛС, яка грає на ньому з моменту відкриття 16 травня 2021 року. Стадіон вміщує приблизно 26 000 глядачів і розташований у районі Вест Енд, на місці колишнього стадіону «Старгел» на Сентрал-Парквей на Вейд-стріт. Покриття з бермудської трави встановлено у 2024 році замість попереднього гібридного трав'яного покриття. Під час будівництва стадіон також називали Вест-Енд (англ. West End Stadium).
Арена приймала кілька матчів за участю міжнародних збірних і клубів, зокрема у рамках Золотого кубку КОНКАКАФ 2023, а також під час Клубного чемпіонату світу з футболу 2025 року.

### Вибір локації та переговори
У травні 2017 року ФК «Цинциннаті» звузив список місць для будівництва стадіону до трьох: футбольний стадіон середньої школи Тафт у районі Вест-Енд, колишній завод Мілакрон в Оуклі на міждержавній автомагістралі 71 і ділянка на березі річки в Ньюпорті, штат Кентуккі. Клуб представив попередні проєкти стадіону в червні 2017 року, окресливши плани стадіону у формі підкови з суцільним дахом та місткістю від 25 000 до 30 000 осіб. Його спроєктував Ден Мейс, який передбачив круті терасові сидіння і оммаж мюнхенській «Альянц-Арені», включаючи використання світлодіодного освітлення і напівпрозорого даху з фторопласту-40, для трьох об'єктів, що увійшли до шорт-листа.

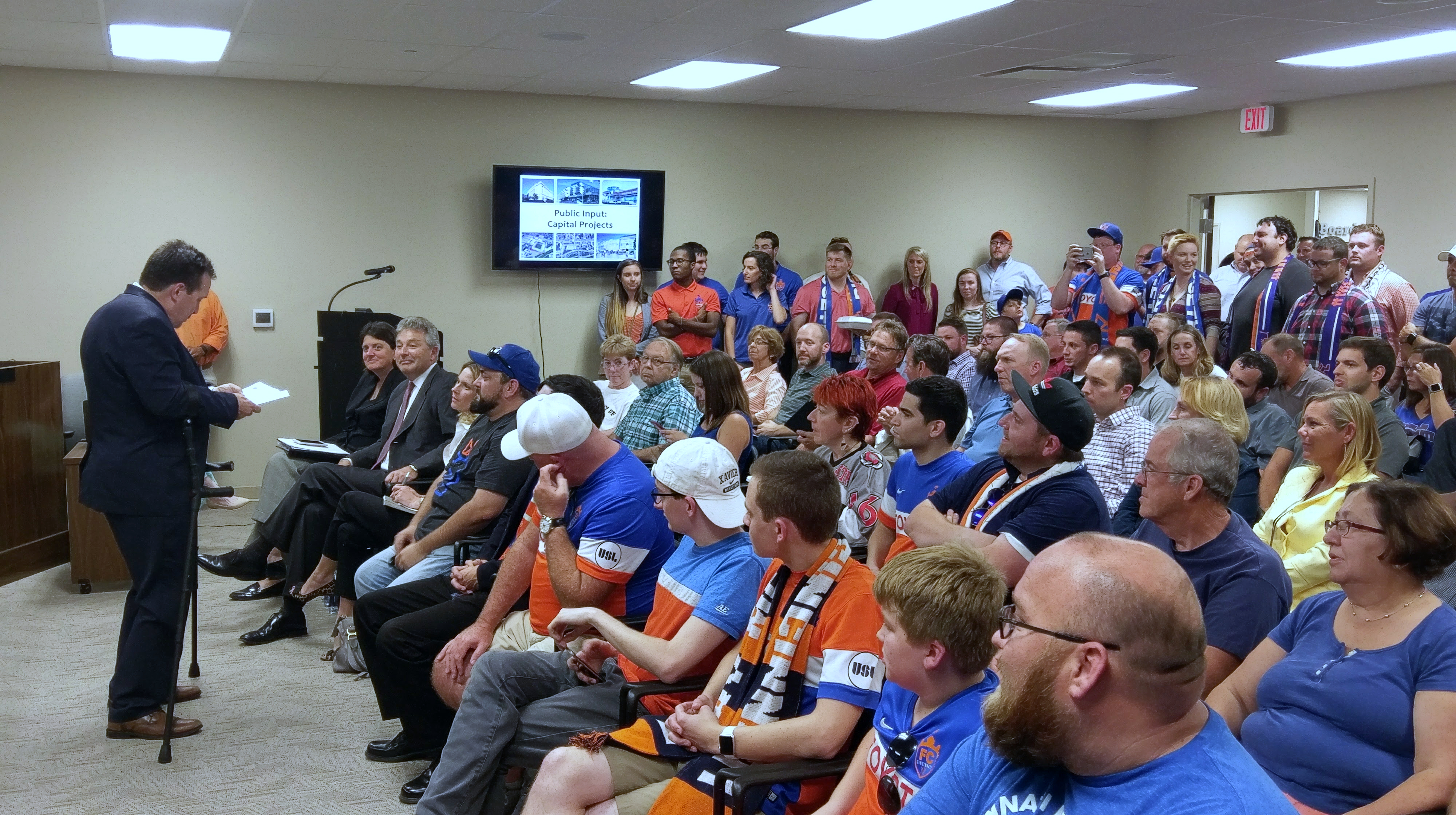
Комісар округу Гамільтон Тодд Портюн виступає на громадських слуханнях 2017 року, в яких взяли участь багато прихильників ФК «Цинциннаті», що виступали за фінансування стадіону

29 листопада 2017 року міська рада Цинциннаті ухвалила закон, який фінансуватиме покращення інфраструктури та паркінг на території стадіону, якщо буде обрано місце для будівництва в межах міста. Ділянку в Оуклі було названо провідним кандидатом і вона лягла в основу законодавства міської ради щодо інфраструктури. У грудні ФК «Цинциннаті» представив свою пропозицію MLS, включно зі стадіоном на ділянці Оуклі, але рішення про розширення стадіону у 2020 році прийняли на користь «Нашвілла».
У січні 2018 року клуб підписав опціонний контракт з Міським житловим управлінням Цинциннаті на придбання землі в районі Вест-Енд, сигналізуючи про свій намір вибрати саме цей район. Наступного місяця ФК «Цинциннаті» оголосив про плани здійснити обмін земельними ділянками з державними школами Цинциннаті, аби придбати стадіон «Старгель» на території середньої школи «Тафт», а поруч побудувати новий стадіон для школярів старших класів. Обмін земельними ділянками вимагав дозволу ради директорів державної школи Цинциннаті, яка відхилила пропозицію клубу через правила податкових пільг, що вимагатиме додаткових 20 мільйонів доларів податків, які має сплатити ФК «Цинциннаті». У березні футбольний клуб «Цинциннаті» оголосив, що зніме з розгляду ділянку в Вест-Енді і зосередиться на двох інших ділянках, які мають підтримку відповідних окружних урядів. Однак на початку квітня клуб оголосив, що ділянки в Оуклі і Ньюпорті не розглядаються через віддаленість ділянки в Оуклі і суперечку землевласників у Ньюпорті, тому «Цинциннаті» відновить переговори щодо ділянки в Вест-Енді.
Шкільна рада отримала пропозицію у розмірі 25 мільйонів доларів та спорудження нового шкільного стадіону вартістю 10 мільйонів доларів і одноголосно схвалила обмін земельними ділянками 10 квітня. Клуб підписав угоду про соціальну допомогу з Вест-Ендською окружною радою, попри супротив більшості членів ради, але через кілька тижнів пропозицію переглянули та погодили більшість членів ради. 16 квітня міська рада проголосувала за постанову (5 проти 4), яка передбачала виділення 40 мільйонів доларів на покращення інфраструктури в рамках проєкту стадіону. Другим голосуванням 16 травня міська рада затвердила угоду про пільги для громади, що стало останнім кроком, необхідним для винесення позитивного рішення з боку MLS. 29 травня ліга надала дозвіл на будівництво нового стадіону.
Будівництво нового стадіону вартістю 200 мільйонів доларів державним коштом залишалося суперечливим, що призвело до створення групи громадян у 2017 році, яка просувала стадіон «Ніпперт» як домашню арену для «Цинциннаті». Клуб виключив можливість використання стадіону з огляду на застарілий архітектурний стиль, що ускладнював би його реконструкцію. Під час фінальних переговорів щодо ділянки в Вест-Енді окрема група запропонувала, щоб угода про надання пільг громаді була винесена на громадський референдум, але її пропозицію відхилили на підставі використання міською радою надзвичайної постанови для схвалення угоди щодо стадіону.

## Планування та обладнання
Стадіон має загальну місткість 26 000 місць, включно з безпечною стоячою трибуною під назвою «Бейлі», яка вміщує 3170 глядачів. Стадіон має 53 ложі та чотири преміумзони з клубними сидіннями на 4500 глядачів. Найближчі місця до поля розташовані на відстані 4,6 м, а найвіддаленіші — на відстані 40 м; «Бейлі» та верхня трибуна мають нахил у 34 градуси. Стадіон має шість входів, у тому числі головний вхід, що виходить на Сентрал-Парквей. Приміщення для команди господарів, які включають роздягальню, кімнату відпочинку, тренерські кабінети, тренувальні апартаменти та зону для розминки, складають 962. Приміщення для преси на стадіоні включають ложу для преси місткістю 75 осіб, три телевізійні кабіни, чотири радіокабінки, допоміжну медіакабінку та шість місць для телевізійних вантажівок.
Ігрове поле сягає 105 м завдовжки та 69 м завширшки. На початковому етапі покриття виготовила компанія The Motz Group з гібридного трав'яного покриву з синтетичним дерном, переплетеним з багаторічним райграсом. У 2024 році покриття замінили на натуральне бермудське трав'яне, назване «Тахома 31» поверх піщаного підґрунтя. Трава вирощена на фермі в Нью-Джерсі, яка також постачає газон на «Мет-Лайф Стедіум», де відбудеться фінал Чемпіонату світу з футболу 2026.
Власником стадіону та земельної ділянки є Управління розвитку порту Великого Цинциннаті, державна установа, яка віддає стадіон в оренду ФК «Цинциннаті» для фінансування облігацій, випущених у 2018 році для покриття витрат на будівництво. 2023 року клуб оголосив про плани будівництва багатофункційного розважального комплексу на північній стороні «Ті К'ю Ел Стедіум» з готелем, музичним майданчиком, житлом і ресторанами. 2027 року планується завершити першу чергу будівництва — двох 13-поверхових будинків із житлом і готелем — у 2027-му. Клуб також планує перенести в цей район свою штаб-квартиру.

## Футбол
Перший матч ФК «Цинциннаті» на «Ті К'ю Ел Стедіум» закінчився поразкою з рахунком 2:3 від «Інтер Маямі». Автором першого голу в історії стадіону став гравець гостей Брек Шей; першим голом від команди-господаря відзначився Альваро Барреаль. У зв'язку з COVID-19 перший матч при переповнених трибунах відбувся 19 червня 2021 року, в якому команда програла з рахунком 2:0 команді «Колорадо Репідз». Першою перемогою «Цинциннаті» на новому стадіоні став матч проти «Торонто», що відбувся 11 вересня. Це був їхній одинадцятий матч на новому домашньому стадіоні.
Товариський матч між жіночими збірними США та Парагваю, що відбувся 21 вересня 2021 року, став першою міжнародною зустріччю, котру прийняв стадіон. Матч закінчився перемогою господарів з рахунком 8:0. Його наживо дивилося 22 515 глядачів. Першим матчем для чоловічої збірної США на цьому стадіоні став відбірковий матч чемпіонату світу, зіграний через два місяці, 12 листопада, проти Мексики, який господарі виграли з рахунком 2:0. 9 липня 2023 року стадіон приймав матчі чвертьфіналу Золотого кубка КОНКАКАФ 2023 року, в яких Ямайка перемогла Гватемалу, а Сполучені Штати перемогли Канаду в серії післяматчевих пенальті.
Стадіон прийняв чотири матчі групового етапу Клубного чемпіонату світу з футболу 2025 року; серед восьми команд, що грали в Цинциннаті, — «Баварія» та «Боруссія» (Дортмунд), два найуспішніші клуби німецького футболу.